# Parlamentswahl in Gabun 2011
Die Parlamentswahl in Gabun 2011 wurde am 17. Dezember 2011 durchgeführt und ergab eine Mehrheit von über 90 % der Parlamentssitze für die Regierungspartei Parti Démocratique Gabonais von Präsident Ali-Ben Bongo Ondimba. Da die wichtigsten Oppositionsparteien des Landes die Wahl boykottierten, ist dieses Ergebnis jedoch wenig aussagekräftig, was die tatsächliche Zustimmung für die Regierung im Land betrifft.
Zur Wahl standen 120 Sitze Nationalversammlung, des Parlamentes von Gabun. 475 Kandidaten bewarben sich um diese Sitze, davon gehörten 90 der Regierungspartei an und mehr als 150 kleineren Parteien, die die Regierungspartei unterstützten.
Grund für den Boykottaufruf der Opposition war die Weigerung Ali Bongos, auf die Installation eines biometrischen Systems zur Wählererfassung zu warten. Ohne ein solches System sahen die oppositionellen Parteien keine fälschungssicheren Wahlen gewährleistet. Zum Boykott aufgerufen hatte u. a. auch Jean Eyeghe Ndong, ehemaliger Premierminister Gabuns und ehemaliges Mitglied der Regierungspartei, sowie ein Bündnis aus 12 Oppositionsparteien, die ihre Kampagne unter dem Namen « Ça suffit comme ça » („Jetzt reicht´s“) gestellt hatten.

## Ergebnisse
- PDG: 115
- RpG: 3
- CLR: 1
- PSD: 1
- UpnR: 1

| Partei                                   | Stimmen | %       | Sitze | +/- |
| ---------------------------------------- | ------- | ------- | ----- | --- |
| Parti Démocratique Gabonais (PDG)        | 180 367 | 74,2 %  | 115   | +33 |
| Rassemblement pour le Gabon (RpG)        | 10 343  | 4,3 %   | 3     | +3  |
| Cercle des Libéraux Réformateurs (CLR)   | 12 240  | 5,0 %   | 1     | −1  |
| Parti Social-Démocrate (PSD)             | 4 453   | 1,8 %   | 1     | −1  |
| Union pour la nouvelle République (UpnR) | 2 912   | 1,2 %   | 1     | +1  |
| Sonstige                                 | 32 925  | 13,5 %  | —     | —   |
| Total (Wahlbeteiligung 34,8 %)           | 243 240 | 100,0 % | 121   | +1  |
| Quelle: Adam Carr’s Election Archive     |         |         |       |     |